# Osiris (kráter)
Osiris je malý kráter na Měsíci v jihovýchodní části Mare Serenitatis. Je lokalizován severovýchodně od malého kráteru Dawes (kráter na Měsíci) a na západ od pohoří Montes Taurus. Na východ-severovýchod od kráteru je místo přistání americké mise Apollo 17 v údolí Taurus Littrow.